# Campomanesia hirsuta
Campomanesia hirsuta là một loài thực vật có hoa trong Họ Đào kim nương. Loài này được Gardner mô tả khoa học đầu tiên năm 1843.